# Сокото-английская война
Сокото-английская война (англ. Kano-Sokoto Expedition) — борьба в 1903 году мусульманских эмиратов на севере Нижнего Нигера, объединённых под властью халифата Сокото, против британской колониальной экспансии. 
Попытки англичан захватить входившие в состав Сокото земли предпринимались с конца 1890-х гг. В 1897 были завоёваны Нупе и Илорин. В ответ правитель Сокото Абдуррахман Атику (1891–1902) призвал выслать всех торговых и политических агентов Великобритании и в 1899 закрыл границу для европейцев. В ответ лорд Лугард провозгласил британский протекторат над большей частью халифата Сокото. В 1901 Великобритания аннексировала эмираты Йолу и Адамауа, в 1902 – Баучи. 
В январе 1903 Сокото было вынуждено начать военные действия против колонизаторов, но в первых же столкновениях его войско потерпело неудачу. Британское контрнаступление, получившая название «Экспедиция Кано-Сокото», стартовало из Зарии в конце января 1903 года под командованием полковника Томаса Морланда — 800 рядовых африканских солдат под командой британских офицеров и унтер-офицеров. За исключением роты конной пехоты и нескольких артиллеристов, все силы состояла из пехоты. Их, однако, поддерживали четыре 75-мм горные орудия, которые при необходимости могли быть разобраны и перевезены носильщиками, и шесть пулеметов. 
В феврале англичане подошли к Кано, который в то время оставался практически беззащитным, так как эмир Алию Бабба отсутствовал со своим большим контингентом кавалерии. После спорадических боев за стенами форта британцам удалось прорвать оборонительные рубежи столицы. Известие о захвате Кано британцами заставило кавалерию отправиться в долгий марш, чтобы вернуть город. После успешной победы над британцами в трех схватках великий визирь Кано Ахмад Май Шахада и большая часть кавалерии Кано 27 февраля попали в засаду у скал Кватаркваши. После 6-часового боя смерть визиря заставила остатки кавалерии Кано отступить обратно в Сокото. Последовавший плен и ссылка 7-го эмира Кано Алию Бабба ознаменовали конец эмирата Кано.
Увеличив свои силы до 2000 человек, в конце марта британцы взяли столицу государства Сокото. Новый правитель Сокото Мухаммаду Аттахиру I перенёс свою резиденцию на восток, где сосредоточились отряды из разных эмиратов (около 30 тысяч человек). В апреле – мае войскам Сокото удалось одержать две победы и заставить англичан отступить. В конце июля в сражении за город Бурми Аттахиру I погиб, и город пал. После этого сопротивление Сокото было практически сломлено. 
Британцы назначили Мухаммаду Аттахиру II новым султаном. Лорд Лугард упразднил халифат, но сохранил титул султана как символическую должность в недавно организованном Протекторате Северной Нигерии (с 1914 Колония Нигерия), в который вошла территория Сокото.